# Ерік Сааде
Е́рік Саа́де (швед. Eric Khaled Saade; нар. 29 жовтня 1990, Каттарп) — шведський співак і телеведучий, представляв Швецію на пісенному конкурсі Євробачення 2011, де посів третє місце.

## Дитячі роки
Єрік Сааде народився в Каттарп недалеко від Хельсінгборг, Швеція. Його батько Валід Сааде з Лівана, але має палестинське коріння, мама Марлен Якобссон — шведка. Батьки розлучилися коли Еріку було 4 роки. По рішенню суду Сааде жив з мамою, але на вихідних бачився з батьком. Він друга дитина у сім'ї, у нього є ще сім братів та сестер. Він почав писати пісні в 13 років. Футбол був захопленням Еріка номер один аж до підписання свого першого музичного контракту в 15 років.

## Кар'єра

### 2008—2009: 'What's Up', телебачення, Roxy Recordings
До початку сольної кар'єри був в складі гурту What's Up!.
2008 року Сааде озвучив шведську версію молодіжної комедії «Рок в літньому таборі»(«Camp Rock»), виробництво Волт Дісней. Голосом Еріка говорить персонаж, якого звати Шейн.
В серпні 2009 року Ерік підписав контракт з — Roxy Recordings. А в грудні світ побачив перший сингл «Sleepless». Сингл попав у список топ 50 у Швеції.

### 2010:Masquerade,Masquerade Tour

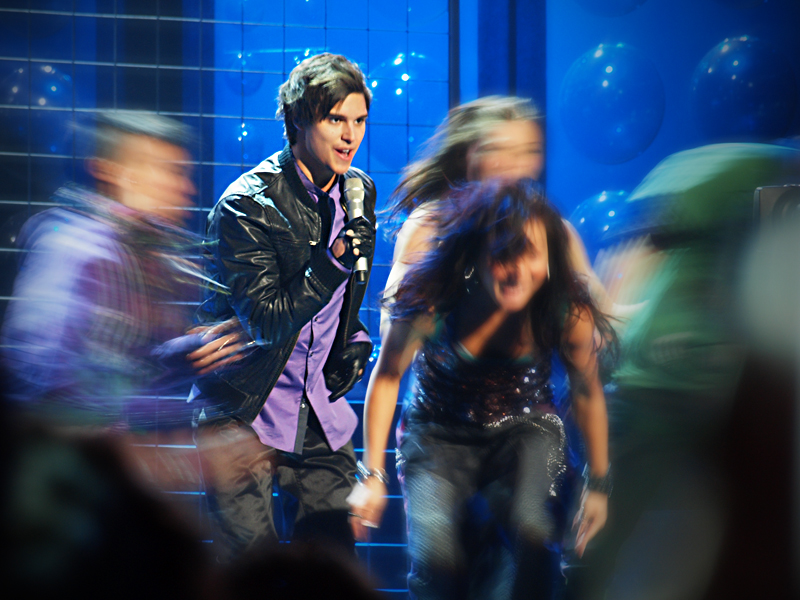
Виступ Еріка Сааде на Melodifestivalen 2010

28 березня 2010, Сааде випустив свій другий сингл Manboy. В лютому і березні 2010 Ерік Сааде брав участь в пісенному конкурсі (Melodifestivalen 2010) з піснею «Manboy», в якому посів третє місце.
19 травня 2010, Сааде випустив свій перший альбом під назвою Masquerade в Швеції. Альбом досяг другого місця у шведському рейтингу.

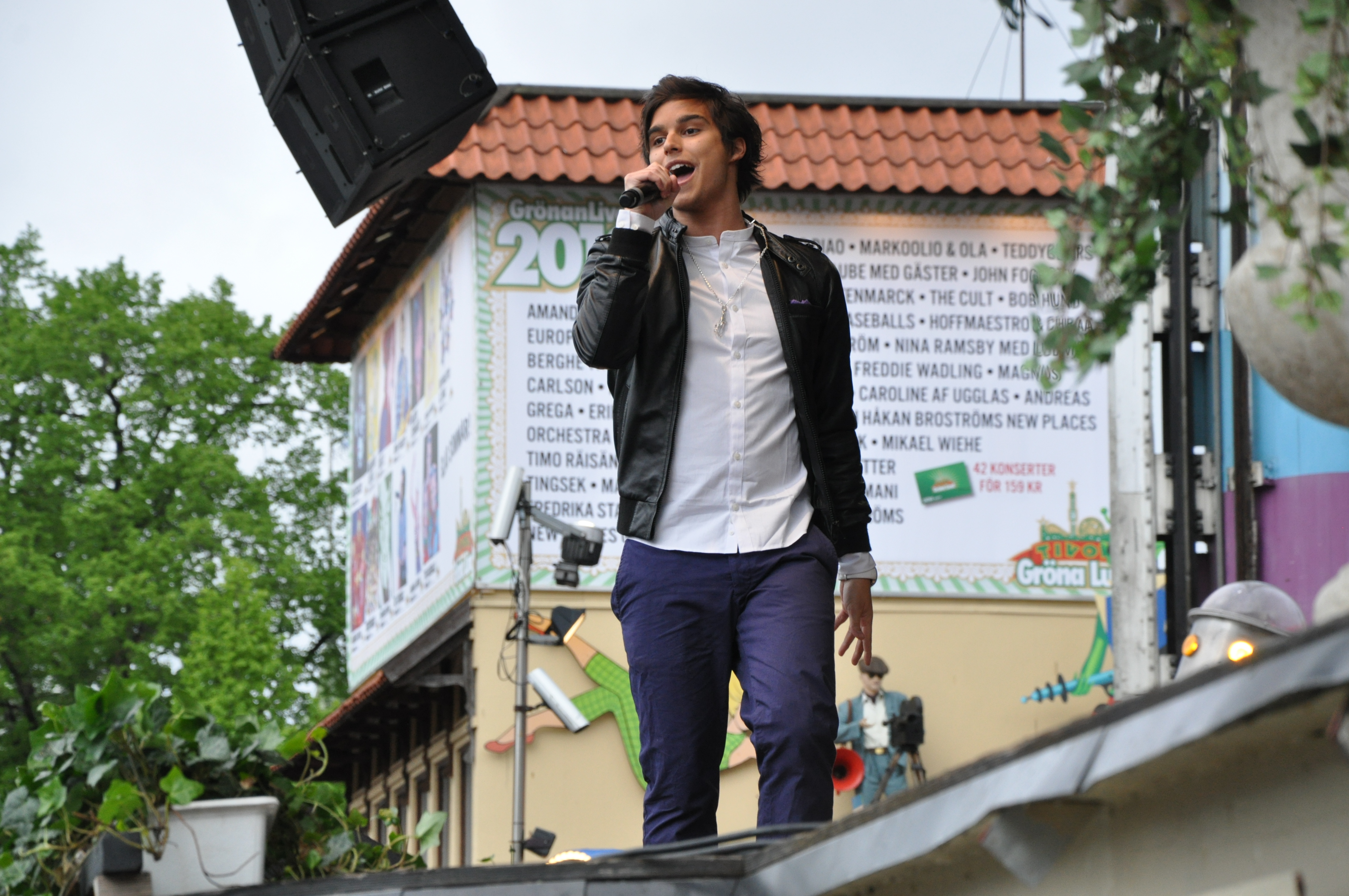
Ерік Сааде під час концерту Masquerade Tour

Від 9 червня до 11 вересня 2010 року Сааде вирушив у свій перший тур під назвою «Masquerade», тур складався з 24 концертів на території Швеції.
28 червня 2010 Сааде випустив свій третій сингл Break of Dawn у Швеції. Пісня досягла топ-50 в Швеції. Ремікс від Le Family також вийшов у Швеції.

### 2011: Євробачення 2011, Made of Pop Concert, Saade Vol. 1, Saade Vol. 2
14 січня 2011 , Ерік випустив сингл Still Loving It, у Швеції.

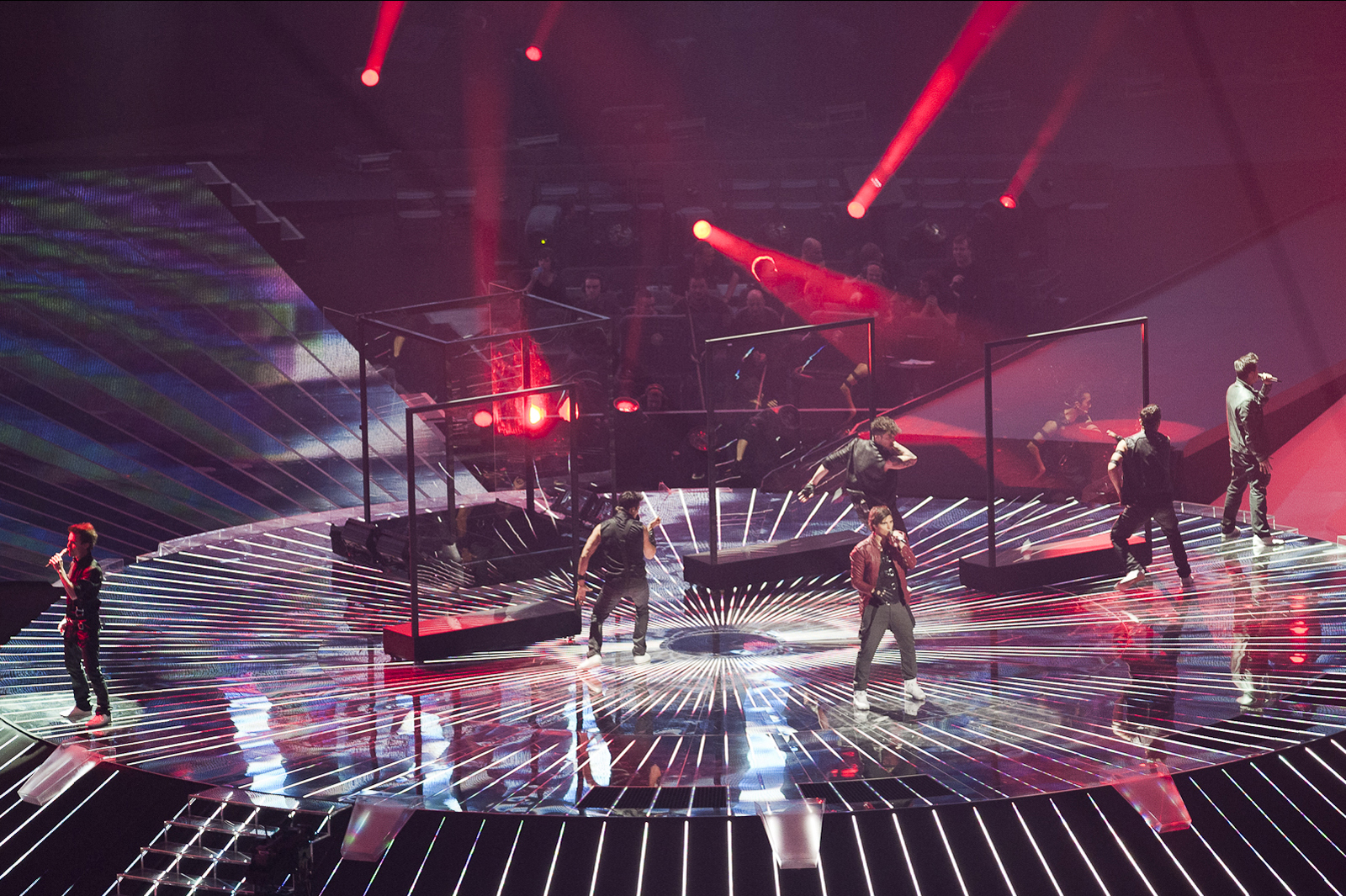
Ерік Сааде під час виступу у фіналі на Eurovision Song Contest 2011

19 лютого 2011, Сааде змагався в півфіналі Melodifestivalen 2011 з піснею Popular. В фіналі 12 березня Ерік Сааде здобув перемогу і отримав право представляти Швецію на Євробаченні 2011 в Дюссельдорфі (Німеччина). У другому півфіналі Євробачення Сааде став переможцем і пройшов у фінал. У фіналі 14 травня Ерік став третім. Це стало кращим результатом Швеції з 1999 року, коли Шарлотта Переллі перемогла на цьому конкурсі з піснею Take Me to Your Heaven. Пісня «Popular» вийшла 28 лютого 2011 року в Швеції. Після конкурсу Євробачення, пісня вийшла у всьому світі. Пісня очолила шведські чарти. У липні 2011 року, пісня «Popular» отримала статус двічі платинової в Швеції. Повільну версію, альбом реміксів та ремікс від SoundFactory були випущені в Швеції.
Сингл Hearts in the Air вийшов 3 червня 2011 у Швеції, а також у Франції та Норвегії. Пісня записана разом з репером J-Son. Пісня посіла другу позицію у Швеції. Ремікси на цю пісню вийшли у Великій Британії та Ірландії.

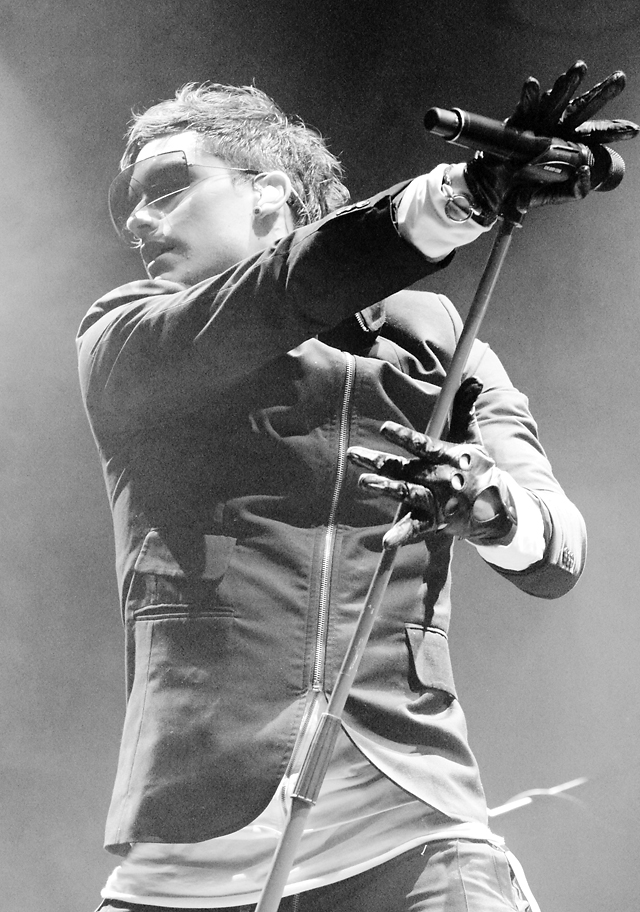
Ерік Сааде під час виступу Made of Pop

З 17 червня до 10 листопада 2011 року, Сааде вирушили на свій другий тур під назвою «Made of Pop» Концерт з 24 концертами у Швеції і один концерт у Франції. Продаж квитків розпочалася 4 травня 2011. Пісня досягла п'ятої позиції в Швеції.
2 листопада 2011, Сааде випустив свій перший сингл третього студійного альбому Hotter Than Fire, у Швеції. Сингл записаний разом з американською співачкою Dev.
30 листопада Сааде випустив свій третій студійний альбом називається Saade Vol.2 у Швеції. Альбом очолив топ Swedish Albums Chart і досягла топ-50 у Фінляндії.

### 2012: Pop Explosion Concert
З 30 березня 2012 до 28 квітня 2012, Сааде вирушив у тур під назвою Pop Explosion Concert з 15 концертами у Швеції. Продаж квитків почався 14 листопада 2011 року.
У 2019 році став ведучим Melodifestivalen 2019.

## Особисте життя
Живе у Стокгольм. З 2007 року Ерік Сааде зустрічався зі шведською співачкою Моллі Санден, але 9 січня 2012 року вони офіційно розлучились. Станом на квітень 2017 року зустрічається з моделлю і блогеркою Ніколь Фальчіані (Nicole Falciani).